# クリストファー・マレー (俳優)
クリストファー・マレー（Christopher Murray、1957年3月19日 - ）は、アメリカ合衆国の俳優。俳優のドン・マレーとホープ・ラングの息子であると同時に映画監督のアラン・J・パクラ（ホープ・ラングの二番目の夫）の義理の息子でもある。 

## 映画
彼は、パクラ監督の1976年の映画『大統領の陰謀』をはじめ、数多くの著名な映画に出演した。パクラ監督作においては、他にも『いくつもの朝を迎えて』（1989年）と『ペリカン文書』（1993年）に出演している。その他、『I Am the Cheese』（1983年）、『And God Created Woman』（1988年）、『理由』（1995年）、『バーチュオシティ』（1995年）、『ダンテズ・ピーク』（1997年）にも出演している。

## テレビドラマ
また、テレビドラマにおいては、『Knots Landing』、『China Beach』、『L.A.ロー 七人の弁護士』、『ジェシカおばさんの事件簿』、『犯罪捜査官ネイビーファイル』、『ビバリーヒルズ高校白書』、『ザ・ホワイトハウス』、『24 -TWENTY FOUR-』、『7th Heaven』、『女検死医ジョーダン』、『パークス・アンド・レクリエーション』、『Beyond Belief: Fact or Fiction』、そして『マッドメン』などを含む多くのシリーズに出演した。2005年から2008年にかけては、ニコロデオンのテレビシリーズである『Zoey 101』にDean Riversとして4シーズンにわたって定期的に出演した。 